# Hélène Cogoluègnes
Hélène Cogoluègnes (alias Hélène Vallière), née Hélène Flesch à Sombor (Serbie) le 24 avril 1916 et morte à Marseille (Bouches-du-Rhône) le 24 février 1996, est une résistante française, membre du mouvement Combat à Marseille. Elle est interprète juré à partir de 1935, et après-guerre journaliste et femme de lettres.

## Biographie

### Jeunesse
Hélène Flesch naît dans une famille juive de Serbie. En 1933, âgée de dix-sept ans, elle fuit la Serbie du fait de son appartenance à un groupe des jeunes intellectuels communistes. Munie d’un passeport d’immigration pour l’Uruguay, elle embarque à Marseille sur le paquebot Le Florida. Elle y fait la connaissance de Edmond Baptiste Cogoluègnes, un Marseillais qui travaille à bord. Après avoir débarqué à Montevideo, elle le rejoint clandestinement à Buenos Aires et, avec son aide, revient à Marseille où ils se marient. Hélène acquiert ainsi la nationalité française puis apprend le français.
En 1935, elle est interprète auprès du juge d’instruction chargé du procès du meurtrier du roi Alexandre de Yougoslavie et du président Louis Barthou. C'est le début d'une activité de traducteur expert auprès du tribunal de grande instance,. Elle habite alors rue Paradis.

### Résistance
Après la défaite de juin 1940, Hélène Gogoluègnes s'engage  à Marseille dans le mouvement de résistance Combat. Elle organise l'évasion d'officiers anglais du fort Saint-Nicolas et diffuse la presse clandestine. D’octobre 1943  jusqu’à son arrestation en juillet 1944, elle est chef de secteur des Mouvements unis de la Résistance (MUR).  
Elle contribue, en liaison avec l'HICEM, à sauver des réfugiés juifs. Grâce à son activité de traductrice jurée et ses entrées aux consulats de Yougoslavie et de Hongrie, elle fabrique des faux papiers, des « certificats de non appartenance à la race juive » ou de nationalité hongroise pour des Juifs hongrois et polonais. Se faisant passer pour une déléguée du gouvernement hongrois elle sauve vingt-deux juifs hongrois détenus au camp de Rivesaltes.  
Le 5 juillet 1944, elle est arrêtée par la Milice, détenue et torturée dans les locaux du lycée Thiers (réquisitionnés pour héberger la Milice après les bombardements du 27 mai 1944). Libérée par la Milice elle est ensuite arrêtée par la Gestapo et conduite à son siège du 425 rue Paradis. Elle doit sa liberté à la fuite de la Gestapo après le débarquement de Provence. Elle participe à la libération de Marseille et prend part en uniforme au défilé de la Victoire.

### À la Libération
Elle est nommée déléguée aux services de liaison avec l’extérieur du commissariat régional par Raymond Aubrac, commissaire de la République à Marseille. 
Chargée de mission par le gouvernement provisoire de la République, elle se rend à Buchenwald aux lendemains de sa libération de ce camp de concentration.
En octobre 1944 et mai 1945 elle témoigne devant la Cour de justice spéciale chargée de juger les actes de collaboration à l'encontre des miliciens Henri Durupt, Louis et Guy Gérin.

### Après-guerre
Elle est journaliste au quotidien Le Provençal et signe également des articles dans diverses publications dont L'arche provençale, revue du FSJU, et dans la revue Marseille.
Fragiles Aiglons, témoignage autobiographique sur son enfance à Sombor, ses activités dans la Résistance et sa mission à Buchenwald, est publié en 1985.

## Distinctions
- Croix de Guerre 1939-1945.
- Chevalier de la Légion d'honneur (1993)[9].

## Hommages
Une voie du 15e arrondissement de Marseille, la traverse Hélène Cogoluègnes, porte son nom.